# ولایت لب آب
ولایت لب‌آب (لبِ آب) (به ترکمنی: Lebap welaýaty، لباپ ولایاتیٛ) یکی از ولایت‌های ترکمنستان است.

## جغرافیا
مرکز این ولایت، شهر ترکمن‌آباد (چهارجوی) است.
این ولایت ۸ شهرستان و ۱ شهر هم‌درجهٔ شهرستان دارد:
برخی نام‌ها از سال ۱۹۹۵ تغییر کرده‌اند. نام‌های پیشین در کمانه آمده‌است:
- شهر ترکمن‌آباد (چهارجوی / آمل)

### شهرستان‌ها
- شهرستان چهارجوی (ترکمن‌آباد/سردارآباد)
- کرکی (آتامُراد / زَم)
- شهرستان دارغان‌آتا (بیرآتا)
- شهرستان ده‌نو (قالقینیش)
- شهرستان خلچ
- شهرستان خواجه‌جنگباز
- شهرستان کویتن‌داغ (چهارشنگه)
- شهرستان صیاد

## پیشینه

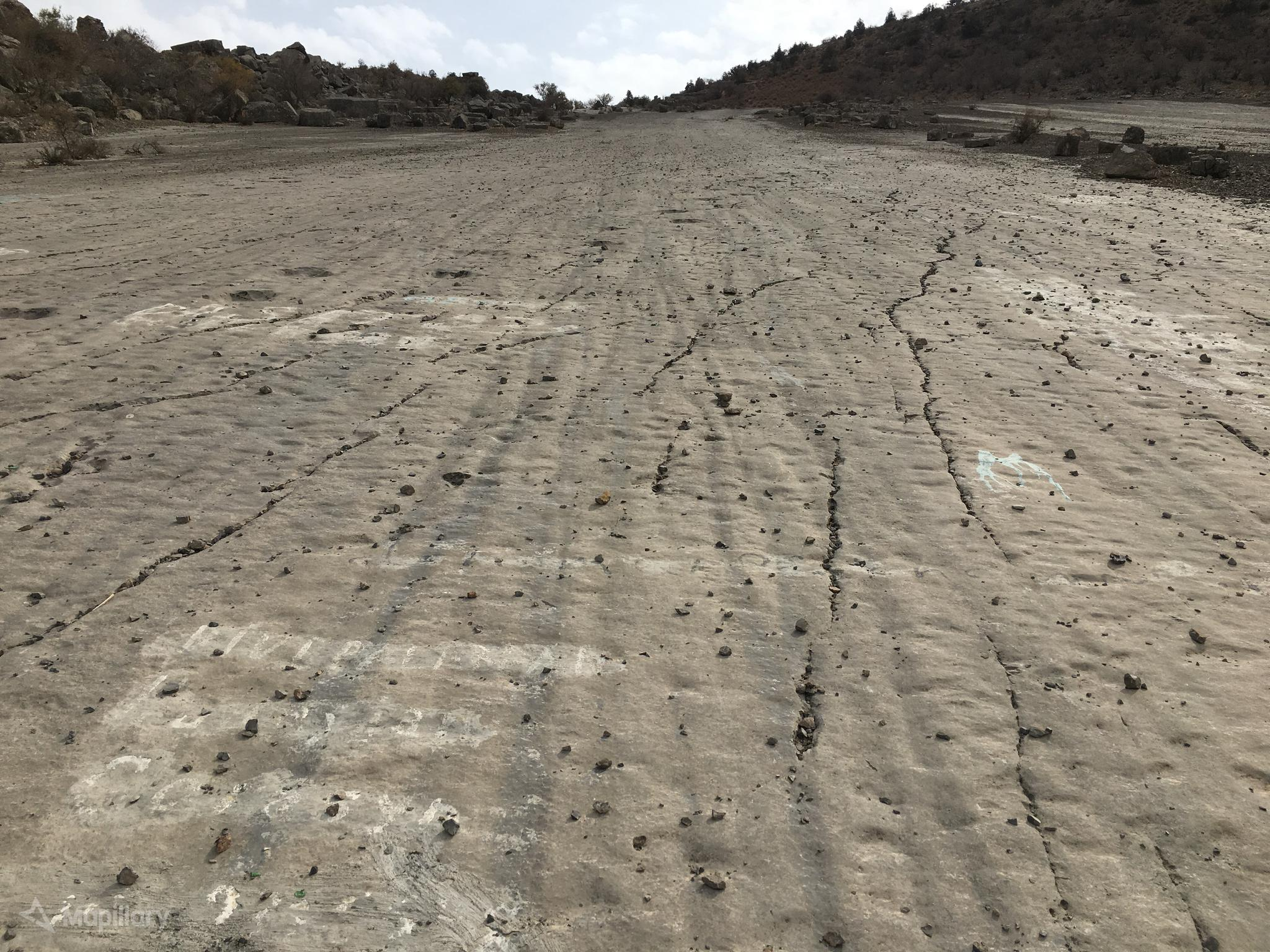
فلات دایناسور در ناحیه کوه‌تَنگ

منطقهٔ کنونی لب آب زمانی در امتداد جاده ابریشم قرار داشت. کاروانسرای قرن نهم تا دهمی دایه‌خاتون در لب آب واقع شده‌است.

### خان‌نشین‌های بخارا و خیوه
پیش از انقلاب روسیه، بخش اعظمی از منطقهٔ کنونی لب آب، بخشی از خانات بخارا یا خانات خیوه بود. آخرین خان بخارا، امیر عالم‌خان، ظاهراً تحت فرمان شوروی درآمد، اما در واقعیت به باسماچی‌ها پیوست و علیه بلشویکها شورید. او در سال ۱۹۲۰ فرار کرد، و این منطقه تا زمان تثبیت قدرت اتحاد جماهیر شوروی در سال ۱۹۲۴، یک جمهوری خلق اعلام شد. در همان سال، شهرک‌های چارجوی و کَرکوه به‌طور رسمی به همراه بخش‌های غربی خان‌نشین خیوه در امتداد آمودریا، به جمهوری سوسیالیستی شوروی ترکمنستان واگذار شدند.

### تاریخ معاصر
در تاریخ ۲۷ آوریل ۲۰۲۰، این منطقه تحت تأثیر طوفان شدید باد قرار گرفت.
رادیو اروپای آزاد/رادیو آزادی خبر داد که این توفان بخش زیادی از شبکهٔ برق منطقه، تأمین آب عمومی، اتصالات گاز طبیعی، خدمات تلفن همراه و اتصال اینترنت را مختل کرده‌است. یک وب‌سایت حقوق بشری محلی، Turkmen.news، گزارش داد که پس از مصدوم شدن، بسیاری از مردم به بیمارستان منطقه‌ای در ترکمن‌آباد منتقل شدند. آنها همچنین ادعا کردند که پس از توفان، غارت‌های پراکنده‌ای رخ داده‌است و در نتیجهٔ توفان، قیمت مواد غذایی در منطقه افزایش یافته‌است. رسانه‌های محلی ترکمنستان از ۱۰ کشتهٔ ناشی از این توفان خبر داد.